# Fertilización con hierro

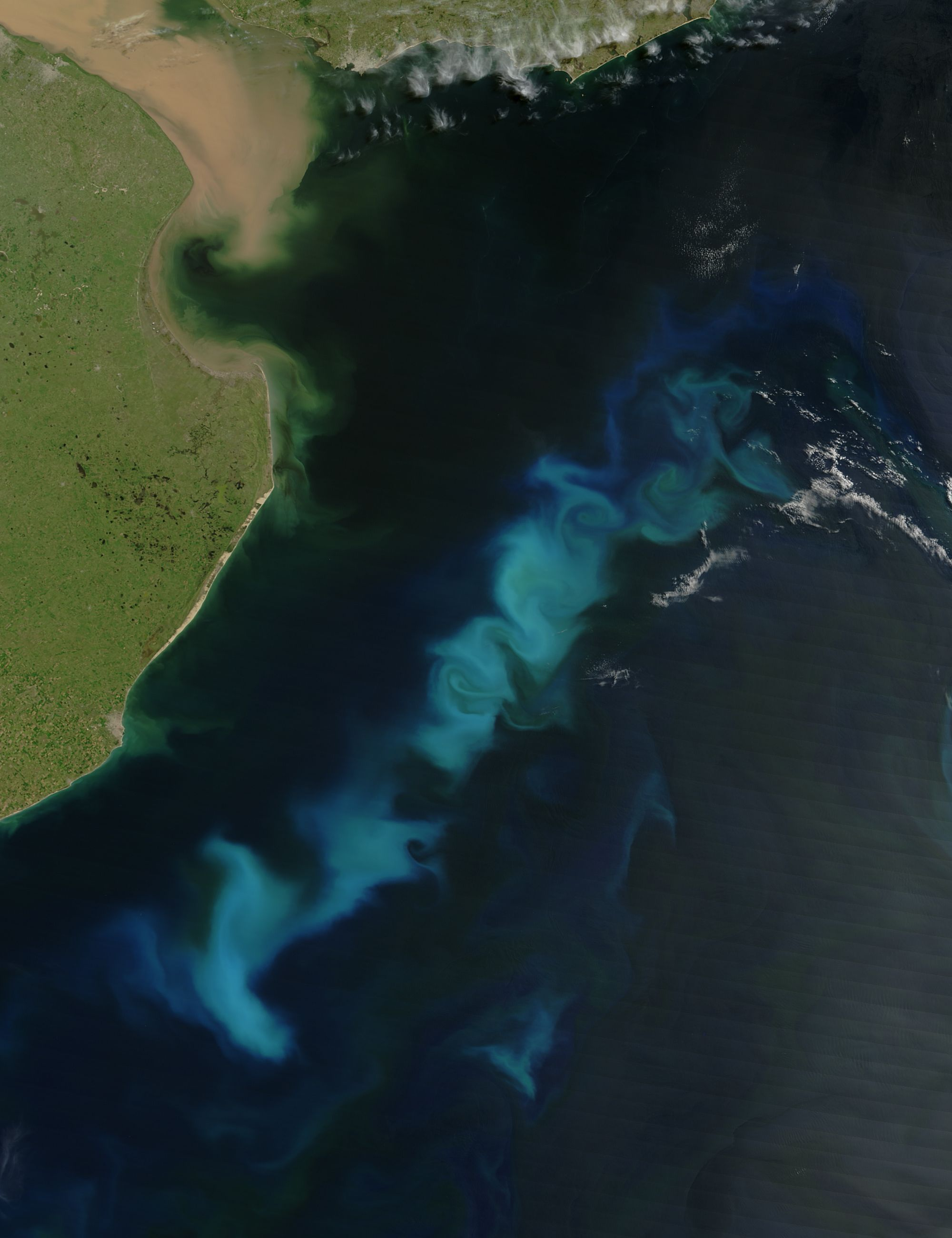
Fitoplancton oceánico floreciendo en el Océano Atlántico, cerca de las costas de Argentina cubriendo un área de aproximadamente 300 millas por 50 millas.

La fertilización con hierro es la introducción intencional de hierro a la capa superior del océano para estimular una floración de fitoplancton. Con ello se pretende mejorar la productividad biológica, que puede beneficiar a la cadena alimenticia marina y la eliminación del dióxido de carbono de la atmósfera.
El hierro es un oligoelemento necesario para la fotosíntesis en todas las plantas, sin embargo, es muy insoluble en agua de mar y es a menudo un nutriente importante para el crecimiento del fitoplancton. Floraciones grandes de fito plancton pueden ser creados mediante el suministro de hierro a las aguas del océano con deficiencia de hierro. Varios laboratorios del océano, los científicos y las empresas están explorando como medio de aislamiento de dióxido de carbono atmosférico en el océano profundo, y aumentar la productividad biológica marina, que probablemente va en declive como consecuencia del cambio climático.
Desde 1993, trece equipos internacionales de investigación han concluido con las pruebas en el océano que demuestran que las floraciones del fitoplancton pueden ser estimuladas por la adición de hierro. Sin embargo, la controversia se mantiene sobre la eficacia del retiro del CO2 en la atmósfera y los efectos ecológicos. La prueba más reciente de la fertilización con hierro en mar abierto, denominada LOHAFEX, se llevó a cabo de enero a marzo de 2009 en el Océano del Sur (sector Atlántico).

La fertilización también se produce naturalmente cuando afloramientos ricos en nutrientes vienen de las aguas profundas a la superficie, como ocurre cuando corrientes oceánicas se encuentran con un dique de mar o un borde de mar. Esta forma de fertilización produce los hábitats marinos más grande del mundo. La fertilización se puede producir cuando el viento lleva soplando largas distancias de polvo sobre el océano, o minerales ricos en hierro son transportados al océano por los glaciares, los ríos y los icebergs.,

## Historia
La importancia del hierro para el crecimiento del fitoplancton y la fotosíntesis se conoce desde la década de 1930, cuando el Inglés biólogo Joseph Hart especulando que las grandes "zonas desiertas" del océano (áreas aparentemente ricas en nutrientes, pero carece de actividad plancton o de otra vida marina) podría ser simplemente deficiencia de hierro. Poco más la discusión científica de este asunto se registró hasta la década de 1980, cuando el oceanógrafo John Martin con la controversia renovada sobre el tema con sus análisis de nutrientes de agua marina. Sus estudios indican que se trataba efectivamente de una escasez de micronutrientes de hierro que estaba limitando el crecimiento del fitoplancton y la productividad general en las regiones "desolada", que llegó a ser llamado " Zonas de elevadas cargas de nutrientes y bajas clorofila" (HNLC).
El famoso y sarcástico Martin en 1991, en la Institución Oceanográfica Woods Hole, "Dame la mitad de un cisterna de hierro y yo te daré otra edad de hielo", ha hecho una década de investigación cuyos resultados sugieren que la deficiencia de hierro no solo impactan los ecosistemas marinos, sino que también ofrece una clave para mitigar el cambio climático.
Tal vez el apoyo más dramático para la hipótesis de Martin fue vista en las consecuencias de la erupción de 1991 del Monte Pinatubo en las Filipinas. El científico ambientalista, Andrew Watson analiza los datos globales de la erupción, y calculó se depositó aproximadamente 40.000 toneladas de polvo de hierro en los océanos de todo el mundo. Este evento generó una sola fertilización declive mundial fácil de observar en el CO2 atmosférico y un aumento paralelo de impulsos en los niveles de oxígeno.

## Experimentos
La hipótesis de John Martin, que la fotosíntesis del fitoplancton aumentó podría frenar o incluso revertir el calentamiento global al aislamiento de enormes volúmenes de CO2 en el mar. Murió poco después durante la preparación de Ironex I, una prueba de concepto de viaje de investigación, que se llevó a cabo con éxito cerca de las Islas Galápagos en 1993 por sus colegas en Moss Landing Marine Laboratories. Desde entonces, otros 9 estudios internacionales de los océanos han examinado los efectos de la fertilización del hierro:
Ironex II, 1995
- SOIREE (Southern Ocean Iron Release Experiment), 1999[9]

SOIREE (Iron Experimento del Océano Austral de publicación), 1999
- SEEDS (Subarctic Pacific Iron Experiment for Ecosystem Dynamics Study), 2001[11]

EisenEx (Experimento de Hierro), 2000
SEEDS (Experimento Subártico Hierro del Pacífico para estudiar la dinámica de los ecosistemas), 2001
SOFeX del Sur (Océano experimentos de Hierro - Norte y Sur), 2002 [13] [14]
SERIE (respuesta de los ecosistemas Subártico a Hierro estudio de enriquecimiento), 2002 [15]
SEMILLAS-II, 2004 [16]
EIFEX (Iron Europea experimento de fertilización), 2004
CROZEX flor (Crozet naturales de hierro y el experimento de exportación), 2005
LOHAFEX (indios y alemanes Experimento de fertilización con hierro), 2009
A pesar de la amplia oposición a LOHAFEX, el 26 de enero de 2009, el Ministerio Federal Alemán de Educación e Investigación (BMBF) dio vía libre para este experimento de fertilización para comenzar. El experimento se llevó a cabo en aguas pobres en ácido silícico que pueda afectar a la eficacia del secuestro de carbono. Una parte kilómetros al suroeste de 30x30 Océano Atlántico fue fertilizado con sulfato de hierro. Una gran proliferación de fitoplancton se ha disparado, sin embargo esta proliferación de diatomeas no contenía ya que la localización fertilizado se había agotado ya en ácido silícico, un nutriente esencial para el crecimiento de diatomeas. [23]
En ausencia de diatomeas, una cantidad relativamente pequeña de carbono fue secuestrado, porque fitoplancton otros son vulnerables a la depredación por zooplancton y no se hunden rápidamente a la muerte. [24] Estos resultados secuestro de pobres han causado algunos, incluidos los miembros del equipo de investigación LOHAFEX, que sugieren que la fertilización con hierro del océano no es una estrategia de mitigación de carbono eficaz en general, sin embargo los experimentos antes de la fertilización oceánica en lugares altos de sílice han observado unas tasas de secuestro de carbono debido al crecimiento de diatomeas. LOHAFEX acaba de confirmar que el potencial de secuestro de carbono depende en gran medida de una cuidadosa selección de la ubicación.
El resultado máximo posible de la fertilización con hierro, asumiendo las condiciones más favorables y sin tener en cuenta todas las consideraciones prácticas, es 0.29W/m2 de todo el mundo-un promedio de [forzamiento negativo], que es casi suficiente para revertir el efecto de calentamiento de unos 1/6o de las actuales los niveles de las emisiones antropogénicas de CO2. Es notable, sin embargo, que los niveles de CO2 han aumentado en el tiempo esto podría lograrse.

## Ciencia

### El papel del hierro
Alrededor del 70% de la superficie terrestre está cubierta de océanos, y la parte superior de estos (donde puede penetrar la luz) está habitado por las algas. En algunos océanos, el crecimiento y la reproducción de estas algas es limitado por la cantidad de hierro en el agua de mar. El hierro es un micronutriente esencial para el crecimiento del fitoplancton y la fotosíntesis que históricamente ha sido entregado al mar pelágicas por las tormentas de polvo de las tierras áridas. Este polvo eólico contiene 3-5% de hierro y su depósito se ha reducido casi un 25% en las últimas décadas.
].
El ratio de Redfield describe las concentraciones atómicas relativas de nutrientes críticos en la biomasa de plancton y se ha convenido por escrito "106 C: 16 N: 1 p." Esto expresa el hecho de que un átomo de fósforo y de nitrógeno 16 están obligados a "arreglar" 106 átomos de carbono (o 106 moléculas de CO2). Las investigaciones recientes se ha ampliado esta constante a "106 C: 16 N: 1 P:.001 Fe", que significa que en condiciones deficientes de hierro cada átomo de hierro puede arreglar 106.000 átomos de carbono, o en una base de masas, cada kilogramo de hierro puede arreglar 83.000 kg de dióxido de carbono. El experimento de 2004 reportó un EIFEX dióxido de carbono al hierro porcentaje de exportaciones de casi 3000 a 1. La relación atómica sería aproximadamente: "3000 C: N 58.000: 3.600 P: 1 Fe".
Por lo tanto pequeñas cantidades de hierro (medido por las partes en masa por trillón) en "desolada" zonas HNLC pueden desencadenar grandes floraciones del fitoplancton. Recientes estudios sugieren que los marinos de un kilogramo de partículas de hierro fino puede generar más de 100.000 kilogramos de la biomasa de plancton. El tamaño de las partículas de hierro es fundamental, sin embargo, y partículas de 0,5-1 micras o menos parecen ser ideales tanto en términos de tasa de caída y la biodisponibilidad. Partículas este pequeño no solo son más fáciles para las cianobacterias y fitoplancton para incorporar otros, la agitación de las aguas superficiales los mantiene en la soleada eufótica o profundidades biológicamente activos sin hundirse por largos períodos de tiempo.

### El secuestro de carbono

Intercambio de gas carbónico entre aire y mar_{2}

casos anteriores de secuestro de carbono han provocado grandes cambios climáticos, tales como el evento Azolla. Plancton que generan calcio o esqueletos de carbonato de sílice, como diatomeas, cocolitofóridos y foraminíferos, cuenta para el secuestro de carbono más directa. Cuando estos organismos mueren sus esqueletos de carbonato de fregadero con relativa rapidez y forman un componente importante de la precipitación de mar rica en carbono conocidos como la nieve marina. También incluye la nieve marina "pellets" de pescado fecales y otros desechos orgánicos, y puede ser visto constantemente caer miles de metros por debajo de las floraciones de plancton activa
.
De los ricos en carbono de la biomasa generada por las floraciones de plancton, la mitad (o más) es generalmente consumida por los organismos de pastoreo (zooplancton, el kril, peces pequeños, etc), pero de 20 a 30% por debajo de los sumideros de 200 metros en los estratos temperatura del agua por debajo de la termoclina. [cita requerida] Gran parte de este carbono fijado continúa caer en el abismo marino en forma de nieve, pero un porcentaje importante se redisuelve y mineralizadas. A esta profundidad, sin embargo, este carbono está en suspensión en las corrientes profundas y eficazmente aislado de la atmósfera durante siglos. (la duración de ciclo bentónicos del océano es de aproximadamente 4000 años.)

## Análisis y cuantificación
Evaluación de los efectos biológicos y verificación de la cantidad de carbono secuestrado de hecho por cualquier flor particular, requiere una variedad de mediciones más complejas. Métodos que se utilizan actualmente incluyen una combinación de toma de muestras a cargo de buques y remotas, trampas submarinas de filtración, el seguimiento de boyas espectroscopia, y telemetría del satélite. Sin embargo, las corrientes del océano impredecible se han sabido para eliminar el hierro experimentales parches de la zona pelágica, invalidando el experimento.
El potencial de la fertilización con hierro como una técnica de geoingeniería para combatir el calentamiento global es ilustrada por las cifras siguientes. Si fitoplancton convertidos todos los nitratos y fosfatos presentes en la superficie de la capa de mezcla en todo el circumpolar antártica actual en carbono orgánico, el déficit de dióxido de carbono resultantes podrían ser compensados por la absorción de la atmósfera que asciende a alrededor de 0,8 a 1,4 gigatoneladas de carbono al año. Esta cantidad es comparable en magnitud a los combustibles fósiles anuales antropogénicos de combustión de aproximadamente 6 gigatoneladas. Cabe señalar que la actual región circumpolar antártica es solo una de varias en las que la fertilización con hierro podría llevarse a cabo - el área de las islas Galápagos que otro lugar más convenientes.

## Sulfuro de dimetilo y las nubes
Algunas especies de plancton que producen sulfuro de dimetilo (DMS), una parte de la cual entra en la atmósfera donde es oxidado por los radicales hidroxilo (OH), el cloro atómico (Cl) y el monóxido de bromo (BrO) para formar partículas de sulfato y las nubes en última instancia. Esto puede aumentar el albedo del planeta y así causar un enfriamiento. Este es el principio básico de la hipótesis Gaia, y fue presentada en el primer artículo de James Lovelock publicó sobre este tema.
Durante los experimentos de enriquecimiento de hierro en el Océano Antártico (SOFeX), las concentraciones de DMS aumentó en un factor de cuatro en el interior de la zona fertilizada. La fertilización a gran escala con hierro del Océano Austral podría dar lugar a una importante disminución de la temperatura producida por el azufre y por el aumento del albedo, además de a un aumento en la absorción de CO2. Sin embargo la cantidad de enfriamiento por este efecto en particular es muy incierta.

## Oportunidades financieras
Desde el advenimiento del Protocolo de Kioto, varios países y la Unión Europea han establecido de compensación de carbono que los mercados de comercio de créditos de reducción certificada de emisiones (RCE) y otros tipos de instrumentos de crédito de carbono a nivel internacional. En 2007 se venden por RCE CO2e 15-20/ton aproximadamente € y analistas proyecto europeo estos precios casi se duplicará para el año 2012.
Desde que los científicos han registrado un descenso mínimo de 6.12% en la producción de plancton mundial desde 1980, esto sugiere que un programa a gran escala de restauración del plancton podría regenerar aproximadamente 3-5 mil millones de toneladas de la capacidad de secuestro de carbono € 75 por valor millones o más en valor de compensación de carbono. la fertilización con hierro es una tecnología de captura de carbono relativamente baratos en comparación con el lavado, la inyección directa y otros enfoques de tipo industrial, y en teoría pueden generar estos créditos de CO2 5/ton menos de €. Dado este potencial de rendimiento de la inversión, algunos comerciantes de carbono están siguiendo los avances de esta tecnología con mucho interés.